# Condado de Treutlen
El condado de Treutlen (en inglés: Treutlen County), fundado en 1918, es uno de 159 condados del estado estadounidense de Georgia. En el año 2000, el condado tenía una población de 6854 habitantes y una densidad poblacional de 13 personas por km². La sede del condado es Soperton. El condado recibe su nombre por John A. Treutlen.

## Geografía
Según la Oficina del Censo, el condado tiene un área total de 524 km² (202,3 mi²), de la cual 520 km² (200,8 mi²) es tierra y 83 km² (32,0 mi²) (4.76%) es agua.

### Condados adyacentes
- Condado de Emanuel (noreste)
- Condado de Montgomery (sureste)
- Condado de Wheeler (suroeste)
- Condado de Laurens (oeste)

## Demografía
Según el censo de 2000, había 6854 personas, 2531 hogares y 1824 familias residiendo en la localidad. La densidad de población era de 13 hab./km². Había 2865 viviendas con una densidad media de 6 viviendas/km². El 65.67% de los habitantes eran blancos, el 13.10% afroamericanos, el 0.06% amerindios, el 0.58% asiáticos, el 0.01% isleños del Pacífico, el 0.26% de otras razas y el 0.32% pertenecía a dos o más razas. El 1.15% de la población eran hispanos o latinos de cualquier raza.
Los ingresos medios por hogar en la localidad eran de $24 644, y los ingresos medios por familia eran $32 762. Los hombres tenían unos ingresos medios de $26 476 frente a los $20 286 para las mujeres. La renta per cápita para el condado era de $13 122. Alrededor del 26.30% de la población estaban por debajo del umbral de pobreza.

## Transporte

### Principales carreteras
- Interestatal 16
- U.S. Route 221
- Ruta Estatal de Georgia 15
- Ruta Estatal de Georgia 29
- Ruta Estatal de Georgia 46
- Ruta Estatal de Georgia 56
- Ruta Estatal de Georgia 78
- Ruta Estatal de Georgia 86

## Localidades
- Soperton

### Otros lugares
- Lothair